# Orgères (Orne)
Orgères település Franciaországban, Orne megyében. Lakosainak száma 182 fő (2022. január 1.). Orgères Cisai-Saint-Aubin, Échauffour, Champ-Haut, Coulmer, Lignères és Saint-Evroult-Notre-Dame-du-Bois községekkel határos.

## Népesség
A település népességének változása:
| Lakosok száma | 150  | 142  | 157  | 165  | 176  | 179  | 182  | 185  | 182  |
|               | 2013 | 2015 | 2016 | 2017 | 2018 | 2019 | 2020 | 2021 | 2022 |